# Witches and Other Night Fears
Witches and Other Night Fears – pierwsze demo fińskiej grupy HIM, wydane w 1992 roku.

## Lista utworów
1. Black Candles
2. (Don't Fear) The Reaper
3. The Heartless
4. Warlock Moon
5. Highlands of Hamlock(later sleepwalking past hope)
6. Blood and Fear

## Twórcy
- Ville Valo – wokal
- Mikko Paananen – gitara basowa
- Lily Lazer – gitara
- Tarvonen – perkusja
- Oki – gitara rytmiczna